# ورزشگاه تختی خرم‌آباد
ورزشگاه تختی خرم‌آبادکه پیش از انقلاب ۱۳۵۷ ، ورزشگاه منوچهر آباد خرم آباد شناخته می شد ؛ یک ورزشگاه در خرم‌آباد، ایران است  توسط طراح ایرانی امانوئل اوهانجانیان فرد ساخته شد. این ورزشگاه محل بازی‌های خانگی تیم فوتبال خیبر خرم‌آباد بود.